# N-苯乙基苯甲酰胺
N-苯乙基苯甲酰胺是一种有机化合物，化学式为C15H15NO，它存在于物种Aniba riparia中，也被称作河岸素A。它可由苯甲酰氯和苯乙胺在三乙胺存在下于二氯甲烷中反应制得。在2-氯吡啶存在下，它和三氟甲磺酸酐反应，可以得到1-苯基-3,4-二氢异喹啉。